# 5334 Mishima
Az 5334 Mishima (ideiglenes jelöléssel 1991 CF) a Naprendszer kisbolygóövében található aszteroida. Akiyama, M. és Furuta, T. fedezte fel 1991. február 8-án.